# André de Lorde

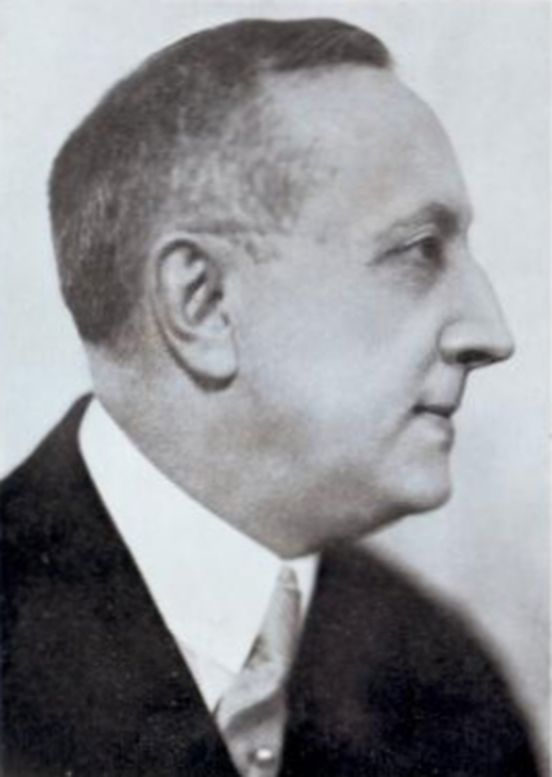
André de Lorde,
ca. 1928

André de Lorde (André de La Tour, * 11. Juli 1869 in Toulouse, Département Haute-Garonne; † 6. September 1942 in Antibes, Département Alpes-Maritimes) war ein französischer Dramatiker.
De Lorde verfasste sein erstes Schauspiel im Alter von fünfzehn Jahren und war lange Zeit Chefautor des Grand-Guignol. Seine Spezialität waren Gruselstücke, und in den 1920er Jahren galt er als der Prince de la Terreur. Er schrieb mehr als 200 Dramen im Laufe seiner Karriere und arbeitete dabei oft mit Alfred Binet zusammen, dem Direktor des psychologischen Laboratoriums an der Sorbonne. Daneben war er Bibliothekar an der Bibliothèque de l’Arsenal.
Nach Drehbüchern, Szenarien, Theaterstücken und Romanen de Lordes wurden zwischen 1910 und 1940 fast dreißig Filme gedreht. Mit Paul Milliet verfasste er das Libretto zu Camille Erlangers 1921 uraufgeführter Oper Forfaiture.

## Filmografie
- 1909: The Lonely Villa (Regie: David Wark Griffith)
- 1911: Le crime d'un fils (Regie: Victorin-Hippolyte Jasset)
- 1911: Au fond du gouffre (Regie: Victorin-Hippolyte Jasset)
- 1911: Fumeur d'opium (Regie: Victorin-Hippolyte Jasset)
- 1911: Une nuit d'épouvante (Regie: Émile Chautard und Victorin-Hippolyte Jasset)
- 1912: Un cri dans la nuit (Regie: Victorin-Hippolyte Jasset)
- 1912: Le cercueil de verre (Regie: Victorin-Hippolyte Jasset)
- 1912: Dans la cave (Regie: Victorin-Hippolyte Jasset)
- 1912: Fatalité (Regie: Victorin-Hippolyte Jasset)
- 1913: Le cabinet d'affaires (Regie: Victorin-Hippolyte Jasset)
- 1913: Dans la fournaise (Regie: Victorin-Hippolyte Jasset)
- 1913: Le semeur de ruines (Regie: Victorin-Hippolyte Jasset)
- 1913: La malédiction (Regie: Emile Chautard)
- 1913: La justicière - Épisode 1: Le mystérieux voyageur (Regie: Gérard Bourgeois und Victorin-Hippolyte Jasset)
- 1913: Destin tragique - Épisode 1: Haine de femme (Regie: Victorin-Hippolyte Jasset)
- 1913: Le sculpteur aveugle (Regie: Emile Chautard)
- 1913: Le système du docteur Goudron et du professeur Plume (Regie: Maurice Tourneur)
- 1914: Bagnes d'enfants (Regie: Emile Chautard)
- 1914: Le faiseur de fous (Regie: Emile Chautard)
- 1920: Li Hang le cruel (Regie: Édouard-Émile Violet)
- 1920: La double existence du docteur Morart (Regie: Jacques Grétillat)
- 1925: Le château de la mort lente (Regie: Émile-Bernard Donatien)
- 1931: Attaque nocturne (Regie: Marc Allégret)
- 1933: L'homme mystérieux (Regie: Maurice Tourneur)
- 1933: Bagnes d'enfants (Regie: Georges Gauthier)
- 1936: Le roman d'un spahi (Regie: Michel Bernheim)
- 1946: The Diary of a Chambermaid (Tagebuch einer Kammerzofe, Regie: Jean Renoir)